# Klasa B
A Klasa B é o sétimo (oitavo em alguns voivodatos) maior nível do sistema de ligas do futebol polonês. Assim como as Classes A e C, é um nível amador e regional. Vale ressaltar que é o nível mais baixo de alguns voivodatos, que não possuem a Klasa C.
Os vencedores de cada grupo ganham acesso à Klasa A. Os últimos (2, geralmente) são rebaixados à Klasa C de seus respectivos condados ou voivodatos. Nas regiões onde é o nível mais baixo, naturalmente, não há rebaixamento.